# Danilo Grossi
Danilo Grossi (Venezia, 1º giugno 1950) è un fumettista italiano.

## Biografia
Nato a Venezia, esordì nel 1974 collaborando alla realizzazione di serie a fumetti dell'editore francese Lug come "Jayde" e "Le Chevalier de l'Espace", "Dick Spade" e "Boxer". Iniziò poi a collaborare anche con editori italiani come la Casa Editrice Universo e la Eura Editoriale e a riviste di fumetti come 1984 e Corriere dei ragazzi (per le quali realizza storie autoconclusive), per poi dedicarsi alla realizzazione di illustrazione per libri scolastici. Durante gli anni settanta e ottanta realizzò numerose storie a fumetti per adulti pubblicate dalla Edifumetto collaborando a serie di successo dalla lunga vita editoriale come "Fiabe Proibite", "La professionista", "Fumetti Flash", "Risatissime" o "Dottoressa". 

## Riconoscimenti
- Mostra collettiva a Treviso sugli autori veneti del fumetto italiano.[9]